# Яново (Дзялдовський повіт)
Яново (пол. Janowo, нім. Hansburg) — село в Польщі, у гміні Ілово-Осада Дзялдовського повіту Вармінсько-Мазурського воєводства.
Населення — 376 осіб (2011).
У 1975-1998 роках село належало до Цехановського воєводства.

## Демографія
Демографічна структура станом на 31 березня 2011 року:
|          | Загалом | Допрацездатний вік | Працездатний вік | Постпрацездатний вік |
| -------- | ------- | ------------------ | ---------------- | -------------------- |
| Чоловіки | 194     | 51                 | 128              | 15                   |
| Жінки    | 182     | 49                 | 112              | 21                   |
| Разом    | 376     | 100                | 240              | 36                   |